# Becsehely
Becsehely (horvátul: Bečehel) község Zala vármegye Letenyei járásához tartozik. Földrajzilag a Zalai-dombságban, az Egerszeg–Letenyei-dombság területén fekszik.

## Fekvése
A település az ország délnyugati részén, az Egerszeg–Letenyei-dombságon helyezkedik el, a térség legnagyobb városának számító Nagykanizsától 16 kilométerre délnyugatra, Letenyétől 5, a horvát határtól pedig nagyjából 8 kilométerre északkeletre.
Legfontosabb közúti megközelítési útvonala a 7-es főút, mely végighalad a központján és belterületének nagy részén.
A közelében húzódik az M7-es autópálya 2004–2006 között megépült és átadott, térségi szakasza, amely jelentős mértékben csökkentette a községen áthaladó gépjárműforgalmat.
Zalaegerszeg térségével a 7536-os út, déli szomszédaival – Tótszentmártonnal és Tótszerdahellyel – a 6836-os út kapcsolja össze.
A térség autóbusz-közlekedése fejlettnek mondható.

## A település története

### Előzmények
Becsehely és környéke már az i.e. VI. évezredben lakott területnek számított. A környéken lakó népcsoportok legfőbb tevékenysége a földművelés volt, s nagy szerepük volt az élelemtermelés tudományának továbbadásában Közép-Európa más népeinek. Mindezt alátámasztja a régészeti feltárások során előkerült gazdag leletanyag.
Ugyancsak a régészeti leletekből valószínűsíthető, hogy a római korban Pannónia provincia egyik őrhelye lehetett.

### Az Árpád-kortól napjainkig
Első említése 1278-ból való, amikor is a zágrábi püspökség tulajdonaként említik meg az egyházi iratok. Keresztelő Szent Jánosról elnevezett plébániáját 1334-ben alapították, s 1380-ban főesperesi székhely vált Becsehelyből, és így a megye egyházi életének jelentős hányadát irányíthatta. A 14. századtól fontos vásárhely, majd a 15. század folyamán mezővárosi rangot kapott.
Legrégebbi birtokosai a Szalók nemzetségbeliek voltak, később Becsehely a Kanizsaiak kezébe került. Kanizsai Orsolya házassága és fiúsítása okán a Nádasdyak kezébe került.
A török időkben a mezővárost többször pusztítták török és császári hadak, s emiatt az egykor virágzó vásárhely fokozatosan veszített a jelentőségéből.
1546-ban egy török támadás következtében 30 porta leégett, míg 1555-ben a pestis tizedelte meg a település lakosságát. 1568-ban a császári csapatok végvárat alakítottak a mezővárosból, azonban a törökök hamar elfoglalták és elpusztították a csekély ellenállást kifejtő erődítményt.
A török pusztítás következtében önálló plébániája megszűnt, előbb Béczhez, majd Letenyéhez tartozott, és csak évszázadokkal később, 1928-ban kapott ismét önálló plébániát. A község a 17. század során kettős adóztatással bírt.
A település a 18. század elején sűrűn cserélt gazdát, s végül 1728-ban a Szapáry család kezébe jutott. Ezt követően lassú fejlődés jellemezte a mezővárost, de az életszínvonal  továbbra is elég alacsonynak mutatkozott, így lakosság létszáma a 19. század elejétől kezdve stagnált. A 19. századidején Becsehely földesura a gőgös és szélsőségesen konzervatív Csúzy Ferenc volt, kinek fia, Csúzy Pál a zalai liberálisok fiatal vezéralakjaként az 1848–49-es forradalom és szabadságharc során jelentős szerepet vállalt Deák Ferenc oldalán. Korai halála után Kovács Sebestyén Miklós lett a falu kegyura.
Az 1941-ben Becsehelyhez csatolt Pola pedig Schmidt Ottó és Kornél birtoka volt.
Az 1930-as években újabb fejlődési hullám jellemezte Becsehelyt: kultúrkörök és különféle egyesületek nyíltak, melyek jelentős mértékben élénkítették a falu lakóinak egyhangú életét.
A második világháború borzalmai után a rossz magyar-jugoszláv viszony sokat rontott a határmenti település helyzetén. Napjainkban a települést erőteljes fejlődés jellemzi, mivel fokozatosan a térség egyik központjává vált.

## A település nevének alakulása
Becsehely településnek először 1320-ban Boxseként, majd 1354-ben Bekchunelként említették a nevét, mely Bekcsény földjére, birtokára utal. Van olyan vélemény is, hogy a török benki (jelentése: őr) szóra vezethető vissza. 1940-ben Bekcsény egyesült a szomszédos községgel, Polával, s ezentúl az egyesített település neve előbb Bekcsény-Pola, majd 1942-től pedig Becsehely lett.

## Közélete

### Polgármesterei
- 1990–1994: Ifj. Timár Károly (független)[4]
- 1994–1998: Vadász László (független)[5]
- 1998–2002: Vadász László (független)[6]
- 2002–2006: Vadász László (független)[7]
- 2006–2010: Németh Géza (független)[8]
- 2010–2014: Németh Géza (független)[9]
- 2014–2019: Németh Géza (független)[10]
- 2019–2024: Németh Géza (független)[11]
- 2024– : Németh Géza (független)[1]

## Lakosság
A lakosság jelentős része magyar anyanyelvű, de összetartó cigány és horvát kisebbség is él a faluban. Becsehely lakosságának túlnyomó része római katolikus hitű, s a település lakosságának közel 20-30%-a rendszeresen gyakorolja is vallását. A lakosság nagy része jelentős mezőgazdasági tevékenységet folytat Sokan dolgoznak azonban a közeli városok - Nagykanizsa és Zalaegerszeg - ipari üzemeiben is.
A település népességének változása:
| Lakosok száma | 2080 | 2091 | 2069 | 1915 | 1888 | 1861 | 1868 |
|               | 2013 | 2014 | 2015 | 2021 | 2022 | 2023 | 2024 |

A 2011-es népszámlálás idején a nemzetiségi megoszlás a következő volt: magyar 91,4%, cigány 4,38%, horvát 3,63%. A lakosok 81,45-a% római katolikusnak, 0,95% reformátusnak, 3,2% felekezeten kívülinek vallotta magát (13,6% nem nyilatkozott).
2022-ben a lakosság 92,7%-a vallotta magát magyarnak, 4,3% horvátnak, 2,8% cigánynak, 0,7% németnek, 0,1% szlovénnek, 0,1% románnak, 1% egyéb, nem hazai nemzetiségűnek (7,1% nem nyilatkozott; a kettős identitások miatt a végösszeg nagyobb lehet 100%-nál). Vallásuk szerint 57,2% volt római katolikus, 0,9% református, 0,6% evangélikus, 0,1% görög katolikus, 1,1% egyéb keresztény, 1,7% egyéb katolikus, 4,1% felekezeten kívüli (34,4% nem válaszolt).

## Nevezetességei
- polai templom (román)

A közeli múltban renoválták a polai falurészben álló Árpád kori templomot. A déli falon kicsiny lőréses ablakok láthatók és egy szép bélletes kapu is.
- Római katolikus templom (1758, rokokó berendezés)

## Településrészek
- Pola
- Tuskóspuszta
- Újmajor
- Szurdapuszta
- Gerecse
- Gyanócz
- Perenye

## Ismert emberek, akik a településhez kötődnek
- Budapesten született ugyan, de családja miatt mindig is becsehelyinek, zalai származásúnak vallotta magát Schmidt Egon ornitológus, Kossuth-díjas író.[14]
- Itt született Dr. Vlasics Antal bíró, akit 1973-ban egy bomlott elméjű volt munkásőr meggyilkolt, mert érintett volt az ellene folyó büntetőeljárásban.

## Testvértelepülés
- Korond, Románia